# Woburn (Royaume-Uni)
Woburn est une ville de Grande-Bretagne située dans le Bedfordshire.
Elle est très connue pour son abbaye cistercienne, dont l'histoire remonte à 1145. L'abbaye fut confisquée en 1538 et devint une demeure familiale durant 400 ans. L'abbaye fut rénovée en 1630, mais n'atteignit toute sa splendeur qu'avec la réfection de son aile ouest, en 1747, par Henry Flitcroft, et de son aile sud, par Henry Holland, en 1787. L'aile est, également due à Holland, a été abattue en 1950 et seule celle du nord a conservé son style du XVIIe siècle.